# Vestnertor

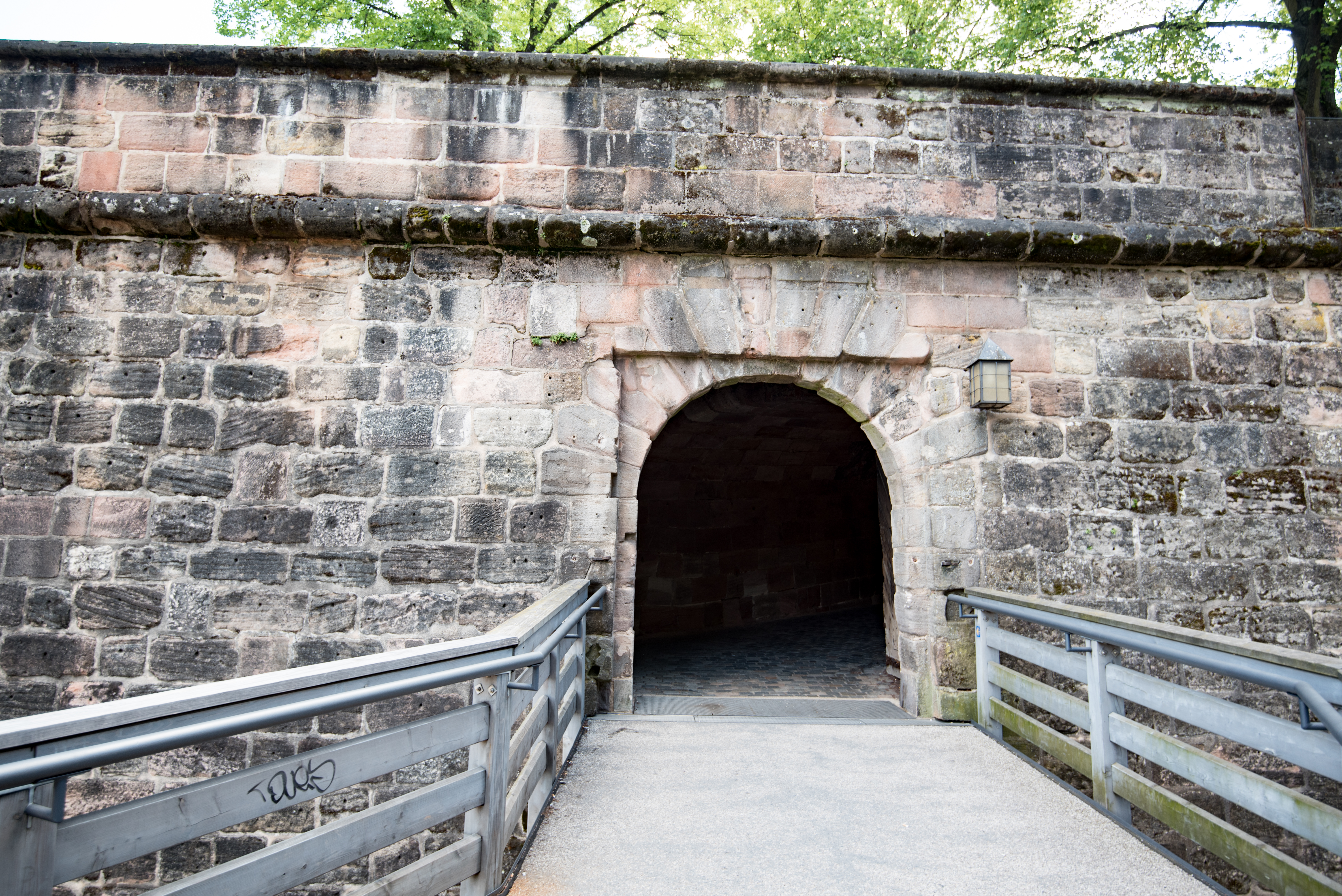
Das Vestnertor durch die Vestnertorbastei von der Vestnertorbrücke aus gesehen

Das Vestnertor, auch Burgtor genannt, ist ein Tor zur Nürnberger Burg und ist gleichzeitig Teil der nördlichen Nürnberger Stadtmauer.

## Geschichte
Die Burg ist ab 1100 belegt; in der Mitte des 13. Jahrhunderts errichtete die Reichsstadt das Vestnertor, um den Zugang zur Burg zu kontrollieren. Dies war Teil des Machtkampfs mit den Burggrafen. Bis 1427, als sie auf ihre Rechte an der Burggrafenburg verzichteten, hatten die Burggrafen das Recht auf die zentrale Burghut am Vestnertor, die „auf das Land hinaus“ hieß. 

## Umgebung
Von außerhalb der Stadtmauer kommend steht seit 1445 am Rand des Burggrabens das ehemalige Zollhaus, heute Hexnhäuslä genannt. Vom Zollhaus führt über den Burggraben die hölzerne Vestnertorbrücke zum Toreingang unter der Vestnertorbastei, dann geht ein Tunnel zum Schwedenhof und weiter zur Freiung. Dieser Bereich war ursprünglich Teil der Burggrafenburg. Am Burgamtmannsgebäude ist noch ein älterer Torbogen zu sehen.
Der Mauerbereich zwischen Burg und Maxtor heißt Vestnertormauer. Danach wurden die innerhalb der Stadtmauer liegende Gasse Vestnertormauer und die außerhalb gelegene Straße Vestnertorgraben benannt.

## Vestnertorbastei
1538–45 wurde nach Plänen des italienischen Architekten und Festungsbaumeisters Antonio Fazuni zusammen mit den anderen Burgbasteien auch die Vestnertorbastei (auch Schwedenbastei genannt) errichtet. Dadurch erhielt das Vestnertor seine heutige Gestalt eines langen Tunnels. Die Basteien wurden ab 1677 als Gärten genutzt und 1856 durch den Oberhofgärtner Carl Effner einheitlich gestaltet.
Georg Christoph Eimmart gründete 1678 auf der Vestnertorbastei die erste Nürnberger Sternwarte. Am 24. Mai 2007 wurde auf der Bastei eine Gedenksäule für den Astronomen enthüllt.
Im Rahmen der Blauen Nacht wurde auf der Bastei 2007 die Installation Once upon a time von Katja Then gezeigt. In den nächsten Jahren folgten:
- 2008 die Klang- und Lichtsymphonie Lichtinseln[8]
- 2009 die Installation Light Drops von Elke Harras[9]
- 2010 Art flu – angesteckt von pep Berlin[10]
- 2014 Sommerplanetenkunstwiese – Lichtinstallation von Petra Krischke[11]

In den folgenden Jahren wurde die ganze Burg in die Projektionsinstallationen einbezogen.

## Bildergalerie

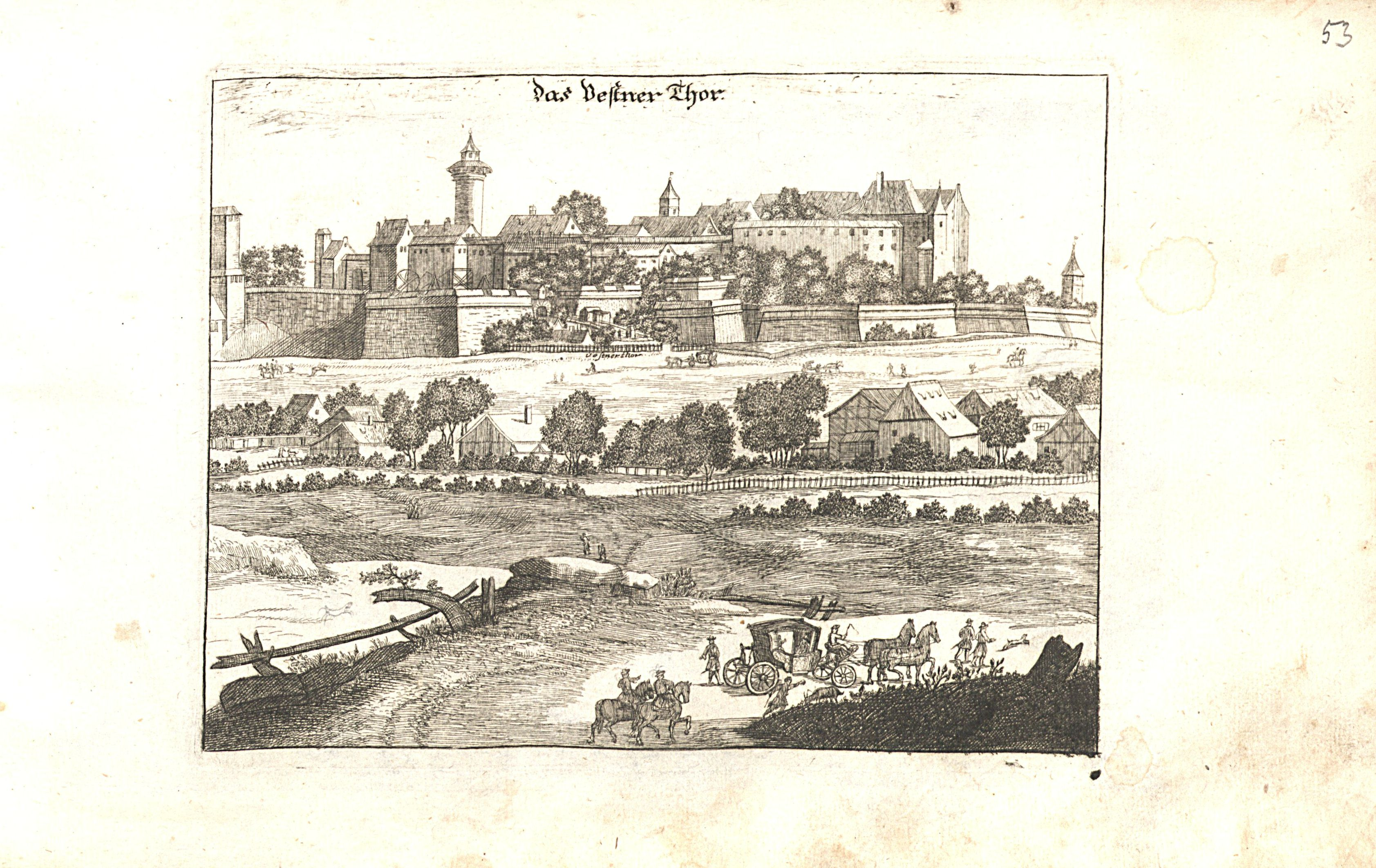
Blick von außerhalb der Stadt auf das Vestnertor, -brücke und -bastei, 1709
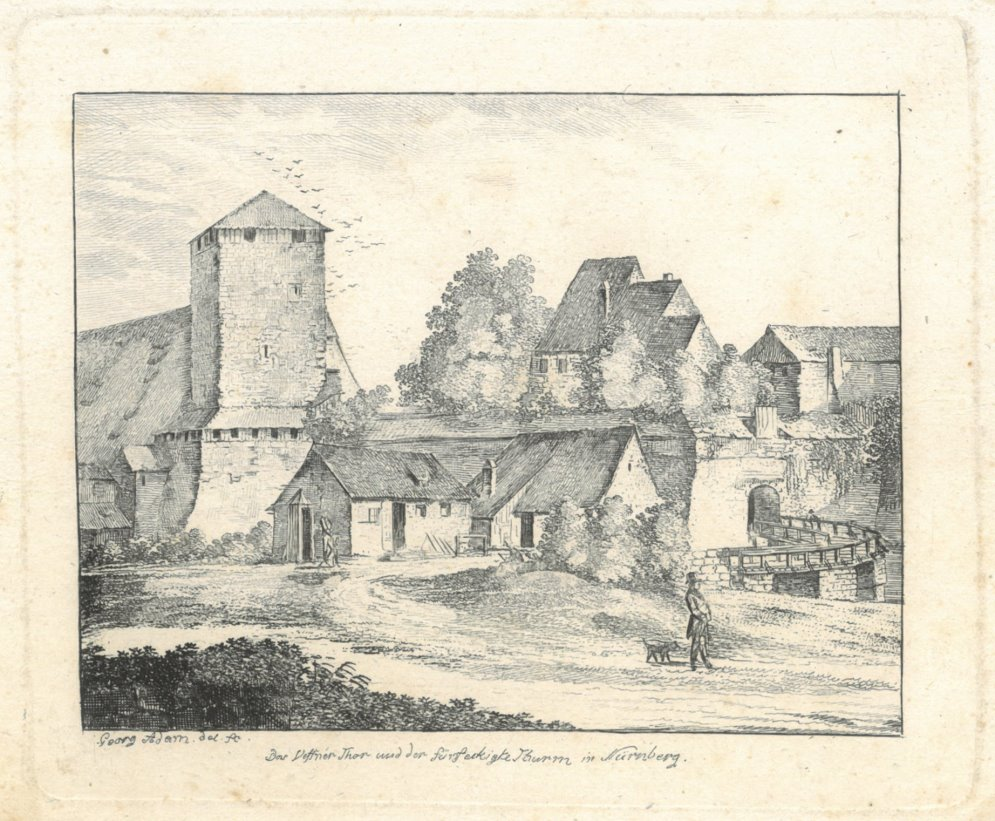
Vestnertor und Vestnertorbrücke, 1810
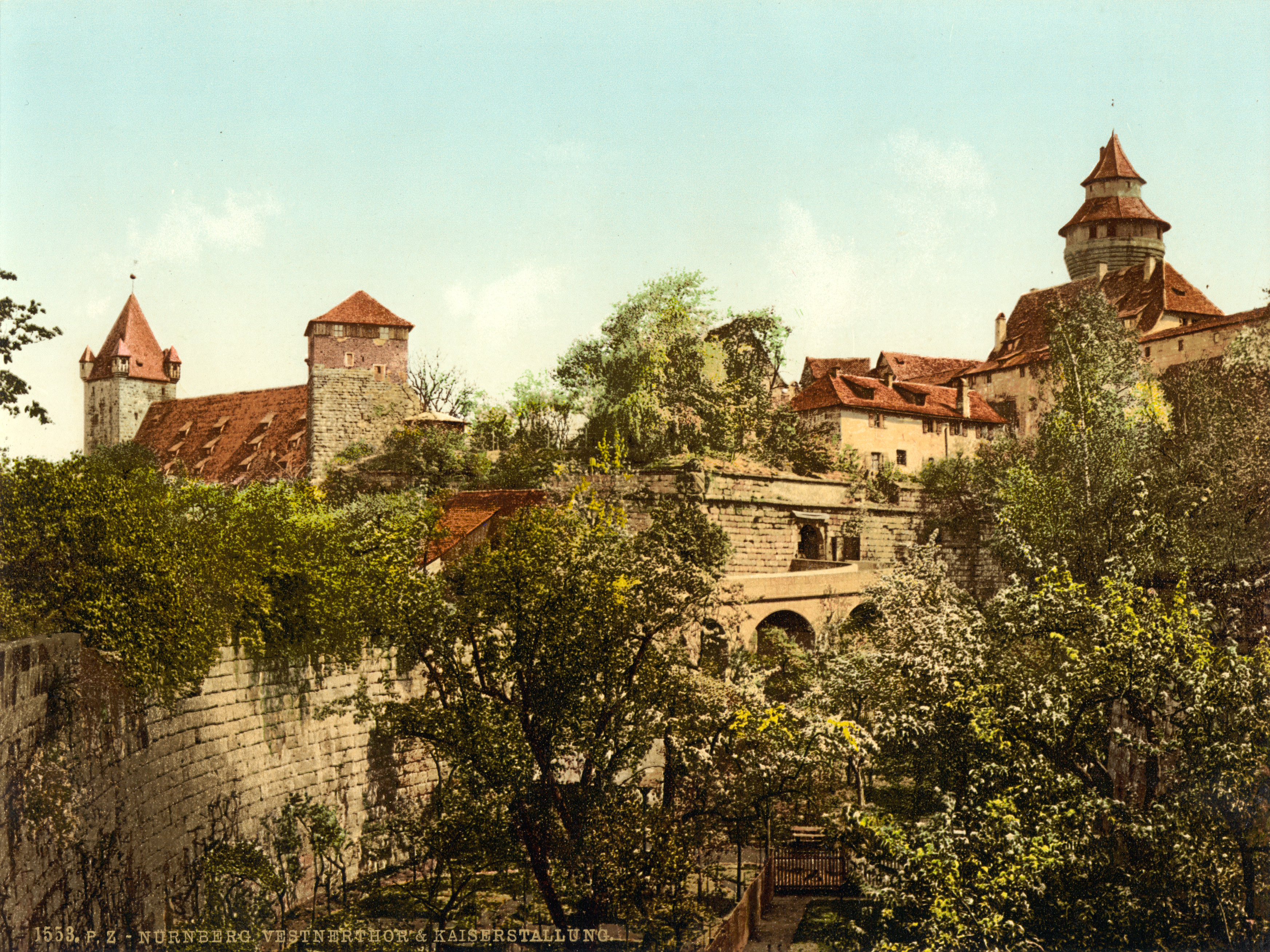
Burggraben und Vestnertor, um 1900
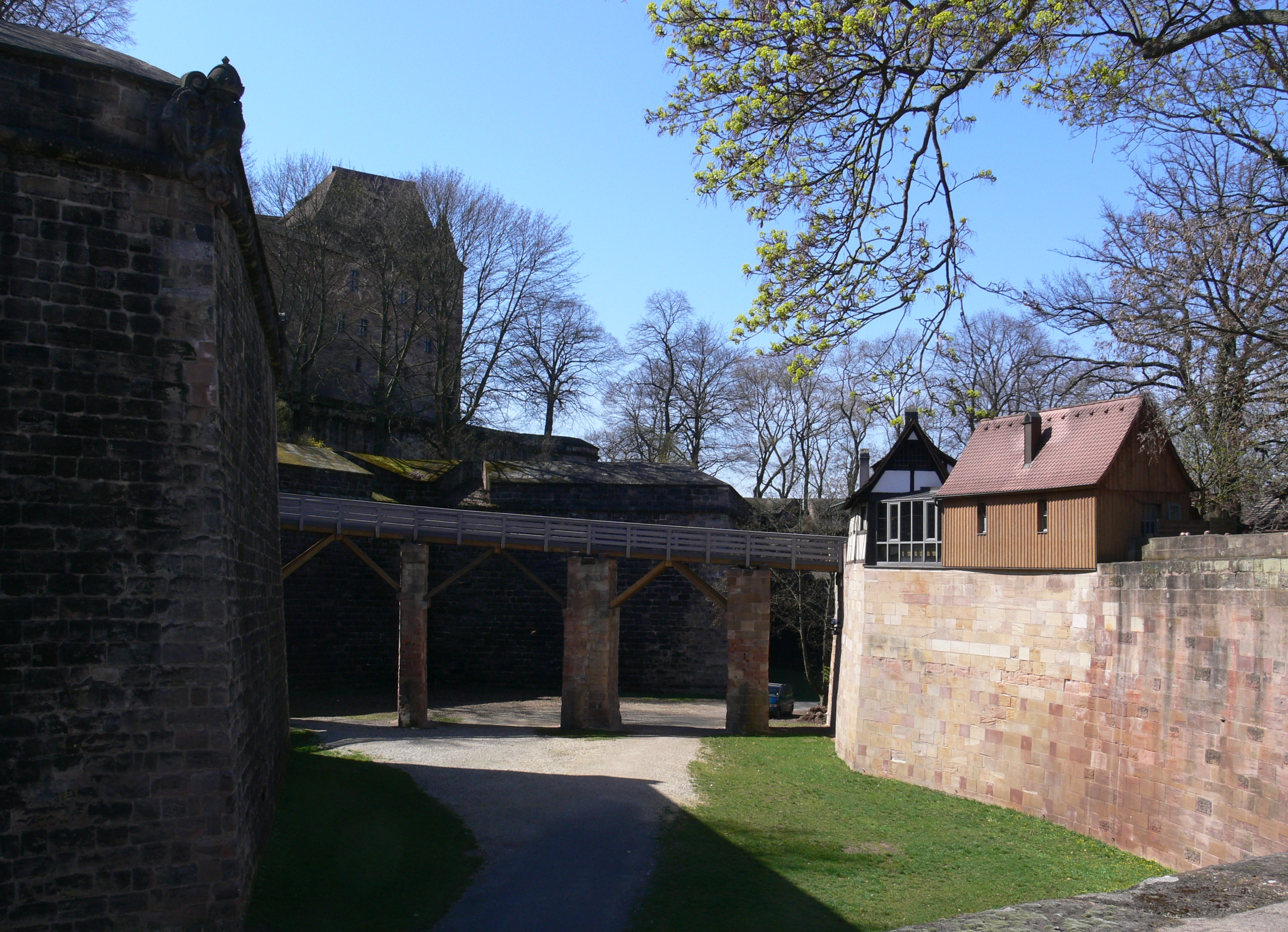
Vestnertorbrücke und Zollhaus (rechts), 2010
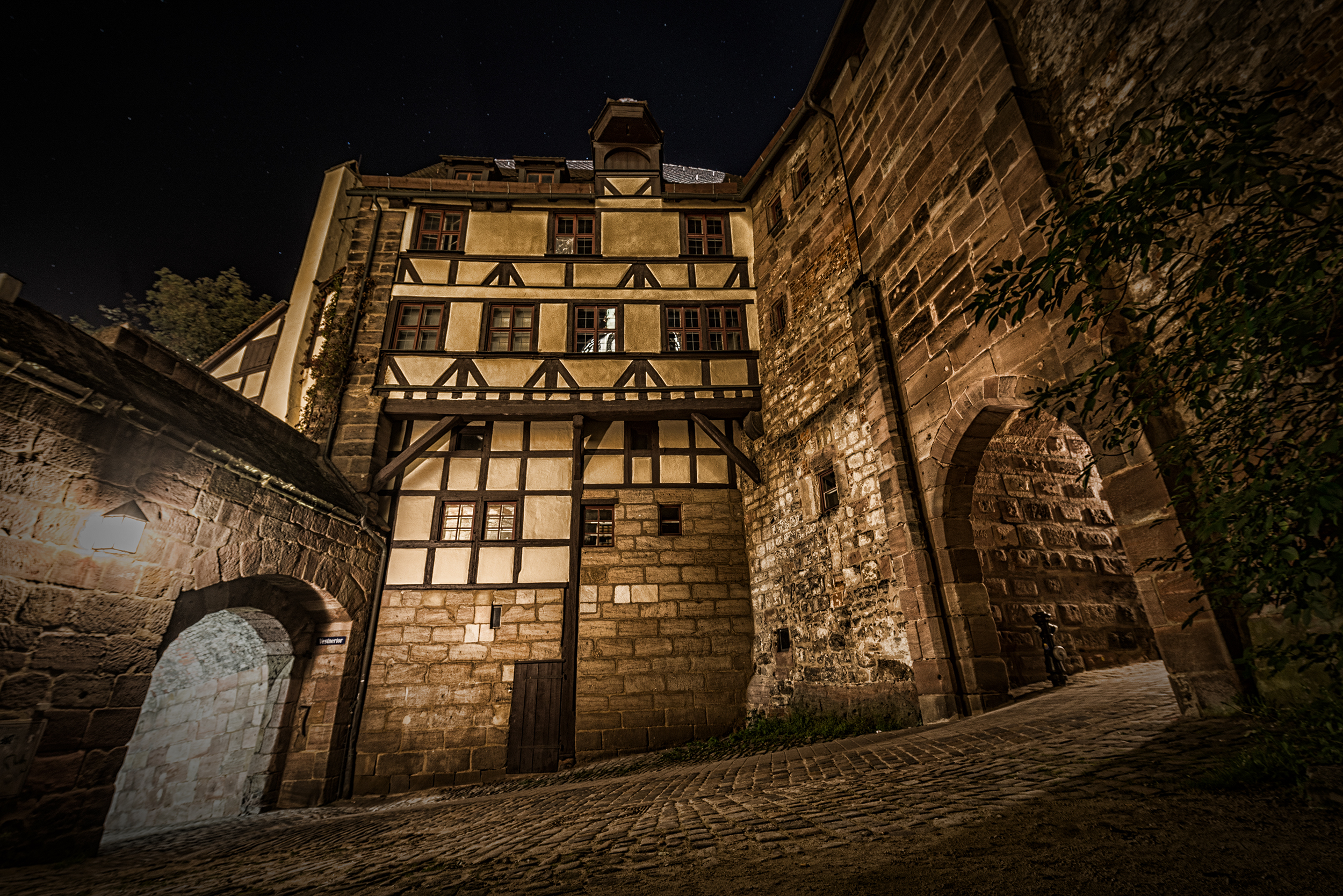
Links der Tunnel des Vestnertors durch die Bastei, mittig das Burgamtmannsgebäude, rechts das Tor zur Freiung